# Pitrusfranjekelkje
Het pitrusfranjekelkje (Lachnum apalum) is een schimmel behorend tot de familie Lachnaceae. Het groeit saprotroofop dode stengels van rus (Juncus) in ruderale en/of vochtige biotopen.

## Kenmerken

### Uiterlijke kenmerken
De apothecia (vruchtlichamen) zijn 0,2-0,5 mm in diameter. Ze zijn ongesteeld of kort gesteeld. De kleur is melkwit of crème okergeel tot zeer lichtgeel en zelfs roodachtig geel. Het buitenoppervlak en de rand is wit en dicht bedekt met witte, stompe haren.

### Microscopische kenmerken
De asci zijn 8-sporig en meten 60 × 7,5 µm (sommige bronnen geven 80–100 × 7–8 μm). De ascosporen zijn longitudinaal in de asci gerangschikt, glad en meten 35-49 × 1,5 µm (sommige bronnen geven 50–52 × 2 μm). De parafysen, zijn spoelvormig, lancetvormig, reikend voorbij de asci, elke 22–26 µm een septa en meten 84–110 × 2,5–3 μm. De haren zijn dunwandig/dikwandig, hyaliene of met een lichte bruinroze tint, tamelijk kort en fijn ingelegd, met apicale octaëdrische kristallen (5-10 μm hoog en 9-11 µm breed) en meten 37-43 × 3-3,7 µm.

## Verspreiding
In Nederland komt het pitrusfranjekelkje algemeen voor. Het staat niet op de rode lijst en is niet bedreigd.